# Beñat Prados
Beñat Prados Díaz (Pamplona, 8 de fevereiro de 2001) é um jogador de futebol profissional espanhol que atua como meio-campista no Athletic Bilbao.

## Carreira
Prados se juntou à equipe juvenil do Athletic Bilbao em julho de 2015. Ele fez sua estreia com o time C durante a temporada 2018–19, na quarta divisão.
Prados fez sua estreia com os reservas em 26 de outubro de 2019, entrando no lugar de Oihan Sancet em uma derrota em casa por 4–1 na terceira divisão para o time B do Valladolid. Definitivamente promovido ao time B em junho de 2020, ele posteriormente se tornou titular regular do time, jogando em 25 partidas da temporada 2020–21, marcando uma vez em uma vitória por 3–2 fora de casa sobre a Amorebieta em 6 de fevereiro de 2021. Em 14 de maio, Prados renovou seu contrato até 2025. Em junho, ele foi convocado pelo técnico Marcelino para participar da pré-temporada com o time principal.
Em 14 de julho de 2022, Prados foi emprestado ao Mirandés, da segunda divisão, para a temporada. Ele estreou em 13 de agosto, começando em um empate em casa por 1–1 contra o Sporting de Gijón.
Em 19 de agosto de 2023, ele fez sua estreia na La Liga pelo Athletic em sua cidade natal, Pamplona, no El Sadar contra o Osasuna, entrando no segundo tempo em uma vitória por 2–0. Em 1 de setembro, ele foi registrado no time principal com o número 24. Depois de alguns meses em que ocasionalmente atuou como lateral-direito ou zagueiro, em dezembro ele conquistou um lugar como meio-campista, com algumas exibições notáveis. Em 6 de abril de 2024, foi titular na final da Copa contra o Mallorca, sendo substituído no intervalo por Mikel Vesga, na qual o Athletic se sagrou campeão. Em 27 de junho foi anunciada sua renovação até 2031, tornando-se o terceiro jogador do elenco com maior duração de contrato até então. No dia 28 de agosto de 2024, marcou seu primeiro gol pelo Athletic Bilbao, em San Mamés, após uma cabeçada contra o Valencia, sentenciando o placar em 1–0.

### Carreira internacional
Ele foi convocado em várias categorias de base da seleção espanhola. Em 2017, ele participou de um torneio amistoso com a equipe sub-16 treinada por Santi Denia. Ele também participou das categorias sub-18, sub-19 e sub-20.

## Títulos
Athletic Bilbao
- Copa do Rei: 2023–24[24]